# Gerbillus hoogstraali
Gerbillus hoogstraali är en däggdjursart som beskrevs av Lay 1975. Gerbillus hoogstraali ingår i släktet Gerbillus och familjen råttdjur. IUCN kategoriserar arten globalt som sårbar. Inga underarter finns listade i Catalogue of Life.
Arten är en liten ökenråtta. Viktuppgifter saknas. Håren på ovansidan är gråa nära roten och sandbruna vid spetsen, ibland med svarta avsnitt nära spetsen. Ovansidan ser därför sandbrun ut. Pälsen blir mer orangebrun fram mot sidorna. Den vita undersidan är tydlig avgränsad. Huvudet kännetecknas av ljusa öron med bruna kanter, av en smal svart ring kring varje öga och av en vit fläck bakom varje öra. Några exemplar har även en vit fläck bakom varje öga. Dessutom är kindernas nedre del, hakan, strupen, benen och fötterna vita. Gerbillus hoogstraali har hår på bakfötternas sulor. Svansen är främst täckt av korta hår som är sandbruna på ovansidan och krämfärgade till vit på undersidan. Längre mörka hår vid svansspetsen bildar en liten tofs. Djuret har en diploid kromosomuppsättning med 72 kromosomer (2n=72).
Denna ökenråtta är bara känd från en högplatå mellan två bergstrakter i Marocko. Den lever där i sanddyner och i andra sandiga områden. Den glest fördelade växtligheten består främst av buskar från släktet Ziziphus.